# Діти з воску
Діти з воску (англ. Children of Wax) — болгарський трилер 2007 року.

## Сюжет
У Берліні, банда турецьких іммігрантів займається наркоторгівлею. Це не подобається німецькім скінхедам і постійні сутички часом переростають у справжні війни. Приводом до нової війни стала серія вбивств маленьких дітей. Турки вважають, що це справа рук скінхедів. Комісара поліції Кемала, турка за походженням, переводять до Берліна, щоб він допоміг врегулювати конфлікт і знайти справжнього вбивцю.

## У ролях
| Актор                           | Роль       |
| ------------------------------- | ---------- |
| Арманд Ассанте                  | Кемаль     |
| Удо Кір                         | П.         |
| Деніел Бернхардт                | Мурат      |
| Гел Озсен                       | Хакан      |
| Ширлі Бренер                    | Грета      |
| Наум Шопов                      | Мустафа    |
| Іоан Карамфілов                 | Тоніно     |
| Пітер Каннінгем                 | Сліпий Джо |
| Ульф Монтанус                   | Манфред    |
| Костянтин Семергієв-Коко Тайсон | Баблес     |